# George Woods (lekkoatleta)
George Roger Woods (ur. 11 lutego 1943 w Portageville w stanie Missouri, zm. 30 sierpnia 2022) – amerykański lekkoatleta, specjalista pchnięcia kulą, dwukrotny wicemistrz olimpijski.
Podczas XIX Letnich Igrzysk Olimpijskich w 1968 roku w Meksyku zdobył srebrny medal przegrywając ze swym rodakiem Randym Matsonem. Podczas XX Letnich Igrzysk olimpijskich w 1972 roku w Monachium również zajął 2. miejsce. Tym razem pokonał go Władysław Komar, który w 1. kolejce finału pchnął kulę na odległość 21,18 m. George Woods miał w tej samej kolejce pchnięcie o 1 cm krótsze. W ostatniej kolejce kula pchnięta przez George'a Woodsa uderzyła w znacznik pokazujący wynik uzyskany przez Władysława Komara; zmierzono odległość 21,05 m. Podczas XXI Letnich Igrzysk Olimpijskich w 1976 roku w Montrealu George Woods zajął w finale 7. miejsce.
Nigdy nie zdobył mistrzostwa Stanów Zjednoczonych (Amateur Athletic Union) na otwartym stadionie, ale w hali był mistrzem w 1967, 1968, 1969 i 1973 roku. W 1974 roku ustanowił nieoficjalny halowy rekord świata wynikiem 22,02 m.